# Кржеминский, Игнатий Ипполитович
Игна́тий Ипполи́тович Кржеми́нский (годы рождения и смерти неизвестны) — российский революционер-народник, брат Николая Кржеминского.

## Биография
Родился в семье польских мещан. Учился в Санкт-Петербургском технологическом институте. Не позднее 1873 года примкнул к группе «чайковцев». Позднее принимал участие в организации фермы в имении Кресты в Торопецком уезде Псковской губрении. Занимался «хожденем в народ», за что был арестован 17 (29) августа 1877 года; содержался в Торопецкой тюрьме. По Высочайшему повелению от 25 июля (6 августа) 1879 года ввиду слабого здоровья вместо каторги был направлен на поселение в Западную Сибирь под надзор полиции «в местность, которая будет признана наиболее благоприятной для здоровья». По постановлению Особого совещания от 15 (27) марта 1880 направлен под надзор полиции в город Курган Тобольской губернии сроком на полтора года. После окончания отбытия наказания отошёл от революционной деятельности. Дальнейшая судьба неизвестна.